# İrfan Can Kahveci
İrfan Can Kahveci, né le 15 juillet 1995 à Ayaş en Turquie, est un footballeur international turc qui évolue au poste d'ailier droit ou de milieu offensif au Fenerbahçe SK.

## Biographie

### Gençlerbirliği
Né à Ayaş en Turquie, İrfan Can Kahveci est formé au Gençlerbirliği SK mais il débute en professionnel avec le club de Hacettepe, où il est prêté durant la saison 2013-2014. Il est de retour dans son club formateur la saison suivante et joue son premier match le 29 août 2014 face au Çaykur Rizespor, lors d'une rencontre de Süper Lig où les deux équipes se partagent les points (1-1).

### İstanbul Başakşehir
En janvier 2017, lors du mercato hivernal, Kahveci s'engage avec İstanbul Başakşehir. Il joue son premier match sous ses nouvelles couleurs le 14 janvier 2017, lors de la large victoire de son équipe face à Kayserispor, en championnat (5-0). Le 29 janvier suivant, lors du match de championnat entre son équipe et Bursaspor, il donne la victoire aux siens en inscrivant le seul but de la partie, son premier sous les couleurs de l'İstanbul Başakşehir.
Le 7 août 2019 Kahveci joue son premier match en Ligue des champions, lors d'une rencontre qualificative face à l'Olympiakos. Ce jour-là il est titulaire et son équipe s'incline par un but à zéro.
Il devient un joueur incontournable dans l'entrejeu du club stambouliote, participant au sacre de l'İstanbul Başakşehir en 2019-2020, qui devient pour la première fois de son histoire champion de Turquie.
Le 2 décembre 2020, Kahveci réalise un triplé contre le RB Leipzig lors d'un match de poule de Ligue des champions qui se termine par une défaite 3-4, synonyme d'élimination pour les Turcs.

### Fenerbahçe
Le 1er février 2021, İrfan Can Kahveci s'engage en faveur du Fenerbahçe SK,.
Kahveci marque son premier but pour Fenerbahçe le 30 octobre 2021, lors d'une rencontre de championnat face à Konyaspor. Entré en jeu, il réduit le score sur coup franc direct alors que son équipe est battue (2-1 score final). Le 6 août 2024, il marque à nouveau sur coup franc direct, face à Lille en Ligue des champions, et célèbre son but en mimant la pose du tireur turc Yusuf Dikeç, qui a fait sensation pendant les Jeux olympiques de Paris 2024. 

### En équipe nationale
İrfan Can Kahveci représente l'équipe de Turquie des moins de 17 ans. Il joue au total quatre matchs avec cette sélection, tous en 2012.
Avec l'équipe de Turquie des moins de 20 ans, Kahveci joue trois matchs, tous en 2014.
İrfan Can Kahveci honore sa première sélection avec la Turquie le 23 mars 2018, face à l'Irlande. Il entre à la place de Hakan Çalhanoğlu ce jour-là et son équipe s'impose par un but à zéro.
En juin 2021 Kahveci est retenu dans la liste des 26 joueurs turcs pour disputer l'Euro 2020. C'est durant cette compétition qu'il marque son premier but dans un tournoi majeur face à la Suisse en dernier match de poules. 
Le 16 juin 2023, Kahveci marque son deuxième but pour la Turquie, contre la Lettonie. Il est titularisé et participe à la victoire de son équipe par trois buts à deux.
Le 7 juin 2024, il figure dans la liste définitive des 26 joueurs sélectionnés par Vincenzo Montella pour disputer  l'Euro 2024. 

## Statistiques

### En club
| Saison                | Club                  | Championnat           | Championnat | Championnat | Championnat | Coupe(s) nationale(s) | Coupe(s) nationale(s) | Coupe(s) nationale(s) | Compétition(s) continentale(s) | Compétition(s) continentale(s) | Compétition(s) continentale(s) | Compétition(s) continentale(s) | Total | Total | Total |
| Saison                | Club                  | Division              | M.          | B.          | P.d.        | M.                    | B.                    | P.d.                  | Comp.                          | M.                             | B.                             | P.d.                           | M.    | B.    | P.d.  |
| 2013-2014             | Hacettepe SK (prêt)   | 3.Lig                 | 34          | 4           | 0           | 4                     | 2                     | 0                     | -                              | -                              | -                              | -                              | 38    | 6     | 0     |
| 2014-2015             | Gençlerbirliği SK     | Süper Lig             | 24          | 5           | 5           | 6                     | 1                     | 4                     | -                              | -                              | -                              | -                              | 30    | 6     | 9     |
| 2015-2016             | Gençlerbirliği SK     | Süper Lig             | 32          | 3           | 3           | 1                     | 0                     | 0                     | -                              | -                              | -                              | -                              | 33    | 3     | 3     |
| 2016-2017             | Gençlerbirliği SK     | Süper Lig             | 15          | 1           | 2           | 1                     | 1                     | 1                     | -                              | -                              | -                              | -                              | 16    | 2     | 3     |
| Sous-total            | Sous-total            | Sous-total            | 71          | 9           | 10          | 8                     | 2                     | 5                     | -                              | -                              | -                              | -                              | 79    | 11    | 15    |
| 2016-2017             | İstanbul BB           | Süper Lig             | 12          | 1           | 0           | 4                     | 0                     | 0                     | -                              | -                              | -                              | -                              | 16    | 1     | 0     |
| 2017-2018             | İstanbul BB           | Süper Lig             | 25          | 1           | 1           | 4                     | 1                     | 1                     | C3                             | 4                              | 0                              | 1                              | 33    | 2     | 3     |
| 2018-2019             | İstanbul BB           | Süper Lig             | 32          | 4           | 5           | 3                     | 0                     | 0                     | C3                             | 2                              | 0                              | 0                              | 37    | 4     | 5     |
| 2019-2020             | İstanbul BB           | Süper Lig             | 29          | 4           | 5           | -                     | -                     | -                     | C1+C3                          | 1+9                            | 0+2                            | 0+0                            | 39    | 6     | 5     |
| 2020-2021             | İstanbul BB           | Süper Lig             | 13          | 2           | 1           | -                     | -                     | -                     | C1                             | 6                              | 3                              | 1                              | 19    | 5     | 2     |
| Sous-total            | Sous-total            | Sous-total            | 111         | 12          | 12          | 11                    | 1                     | 1                     | -                              | 22                             | 5                              | 2                              | 144   | 18    | 15    |
| 2020-2021             | Fenerbahçe SK         | Süper Lig             | 12          | 0           | 0           | -                     | -                     | -                     | -                              | -                              | -                              | -                              | 12    | 0     | 0     |
| 2021-2022             | Fenerbahçe SK         | Süper Lig             | 24          | 4           | 6           | 1                     | 0                     | 0                     | C3                             | 4                              | 0                              | 1                              | 29    | 4     | 7     |
| 2022-2023             | Fenerbahçe SK         | Süper Lig             | 27          | 4           | 3           | 5                     | 0                     | 0                     | C1+C3                          | 2+8                            | 0+3                            | 0+1                            | 42    | 7     | 4     |
| 2023-2024             | Fenerbahçe SK         | Süper Lig             | 31          | 12          | 7           | 1                     | 0                     | 0                     | C4                             | 14                             | 6                              | 3                              | 46    | 18    | 10    |
| 2024-2025             | Fenerbahçe SK         | Süper Lig             | 25          | 1           | 3           | 2                     | 0                     | 1                     | C1+C3                          | 4+10                           | 1                              | 0                              | 41    | 2     | 4     |
| 2025-2026             | Fenerbahçe SK         | Süper Lig             | 1           | 0           | 0           | 0                     | 0                     | 0                     | C1                             | 1                              | 0                              | 0                              | 2     | 0     | 0     |
| Sous-total            | Sous-total            | Sous-total            | 120         | 21          | 19          | 9                     | 0                     | 1                     | -                              | 43                             | 10                             | 5                              | 172   | 31    | 25    |
| Total sur la carrière | Total sur la carrière | Total sur la carrière | 320         | 40          | 43          | 32                    | 5                     | 7                     | -                              | 63                             | 15                             | 7                              | 415   | 60    | 57    |

## Palmarès
- İstanbul Başakşehir
  - Champion de Turquie :
    - Champion : 2020.

- Fenerbahçe SK
  - Coupe de Turquie :
    - Champion : 2023.